# KRTAP11-1
KRTAP11-1 (англ. Keratin associated protein 11-1) – білок, який кодується однойменним геном, розташованим у людей на довгому плечі 21-ї хромосоми. Довжина поліпептидного ланцюга білка становить 163 амінокислот, а молекулярна маса — 17 085.
| 10         |  | 20         |  | 30         |  | 40         |  | 50         |
| ---------- |  | ---------- |  | ---------- |  | ---------- |  | ---------- |
| MSFNCSTRNC |  | SSRPIGGRCI |  | VPVAQVTTTS |  | TTDADCLGGI |  | CLPSSFQTGS |
| WLLDHCQETC |  | CEPTACQPTC |  | YRRTSCVSNP |  | CQVTCSRQTT |  | CISNPCSTTY |
| SRPLTFVSSG |  | CQPLGGISSV |  | CQPVGGISTV |  | CQPVGGVSTV |  | CQPACGVSRT |
| YQQSCVSSCR |  | RTC        |  |            |  |            |  |            |

A: Аланін

C: Цистеїн

D: Аспарагінова кислота

E: Глутамінова кислота

F: Фенілаланін

G: Гліцин

H: Гістидин

I: Ізолейцин

L: Лейцин

M: Метіонін

N: Аспарагін

P: Пролін

Q: Глутамін

R: Аргінін

S: Серин

T: Треонін

V: Валін

W: Триптофан